# Біловежа (гміна)
Гміна Біловежа (пол. Gmina Białowieża) — сільська гміна у східній Польщі. Належить до Гайнівського повіту Підляського воєводства.
Станом на 31 грудня 2011 у гміні проживало 2297 осіб.

## Територія
Згідно з даними за 2007 рік площа гміни становила 203.20 км², у тому числі:
- орні землі: 8.00%
- ліси: 88.00%

Таким чином, площа гміни становить 12.52% площі повіту.
До гміни належить село Погорільці.

## Населення
Станом на 31 грудня 2011:
| Опис     | Загалом | Загалом | Чоловіки | Чоловіки | Жінки | Жінки |
| -------- | ------- | ------- | -------- | -------- | ----- | ----- |
| одиниця  | осіб    | %       | осіб     | %        | осіб  | %     |
| все      | 2297    | 100     | 1140     | 49.63    | 1157  | 50.37 |
| міське   | 0       | 100     | 0        |          | 0     |       |
| сільське | 2297    | 100     | 1140     | 49.63    | 1157  | 50.37 |

## Сусідні гміни
Гміна Біловежа межує з такими гмінами: Гайнівка, Наревка.